# Louisenlund (skole)
 For alternative betydninger, se Louisenlund (flertydig).
Louisenlund er navnet på en fond og en privat kostskole med hjemsted på Louisenlund gods beliggende ved Sliens sydlige bred i et skovrigt område mellem Slesvig og Egernfjord i Sydslesvig. I administrativ henseende hører godset og skolen under Gyby kommune i den nordtyske delstat Slesvig-Holsten.
Skolen blev oprettet i 1949. Initiativet til at oprette kostskolen kom fra Frederik 2. af Slesvig-Holsten. Op til i dag er skolen knyttet til den slesvig-holstenske adel. Skolens areal består primært af to komplekser (gård- og slotsområde), omtrent 800 meter fra hinanden. De yngre elever fra 5. til 9. klasse bor på gården, mens de ældre har deres værelser på slotsområdet. Drenge og piger bor adskilt i separate områder. Bo- og arbejdsområderne på gården omfatter den gamle mejeribygning, allé- og pilhuset, kohuset og stalden. I årene før 1988 boede de yngre elever endnu på det nærliggende Gereby gods (Carlsburg). Slotsområdet består af selve slottet, kavaleriet, skovridergården, gartneri, ahorn-, birk-, gilde- og askehus. Hele skolen har plads til omtrent 380 elever (70 på gården og 310 på slotsområdet). Der undervises i klasser med maksimalt 18 børn. I 2006 blev skolens første idrætssal fra 1966 udvidet til et sports- og kulturcenter. Derudover er der tennisbaner, en golfbane, en brandstation samt en lystbådehavn ved Sliens Store Bredning. I de kommende år skal privatskolen udvides med et nyt lærings- og forskningscenter samt flere nye boværelser. I alt skal der derefter være plads til mere end 600 studerende. Udvidelsen kommer til at koste op mod 28 mio. euro. Skolen er (sammen med f.eks. Herlufsholm Skole) medlem af Round Square, en international sammenslutning af eliteskoler. Skolerne i netværket foretager fælles projekter og international studenterudveksling.
Kostskolen er nævnt i Anne Sofie Kraghs biografi om Prinsesse Benedikte og Nathalie zu Sayn-Wittgenstein-Berleburgs og Vivi Sjøners bog Mit liv med heste fra 2006.

## Kendte dimittender
- Ingeborg af Slesvig-Holsten-Sønderborg-Glücksborg
- Nathalie zu Sayn-Wittgenstein-Berleburg